# Persone di cognome Stella
| Questa pagina contiene informazioni ricavate automaticamente dalle voci biografiche con l'ausilio del template Bio e di un bot. L'aggiornamento è periodico e automatico e ricostruisce completamente la pagina. Se manca una persona in questa lista, sei pregato di non aggiungerla, ma accertati piuttosto che la sua voce biografica contenga il template Bio e che i dati anagrafici siano correttamente compilati. Se il template Bio manca, inseriscilo tu stesso o, in alternativa, metti l'avviso {{tmp\|Bio}} che ne segnala la mancanza. Se i dati riportati sono sbagliati, correggi direttamente la voce biografica; le modifiche saranno visibili in questa lista entro pochi giorni. Per chiarimenti vedi il progetto antroponimi. La lista contiene solo le 57 persone che sono citate nell'enciclopedia e per le quali è stato implementato correttamente il template Bio. Pagina aggiornata al 17 ott 2024. |

Questa è una lista di persone presenti nell'enciclopedia che hanno il cognome Stella, suddivise per attività principale.

## Allenatori di calcio(1)
- Marco Stella, allenatore di calcio e ex calciatore italiano (Atri, n. 1981)

## Architetti(2)
- Ettore Stella, architetto e urbanista italiano (Matera, n. 1915 - Altamura, † 1951)
- Franco Stella, architetto italiano (Thiene, n. 1943)

## Arcivescovi cattolici(3)
- Costantino Stella, arcivescovo cattolico italiano (Pieve di Soligo, n. 1900 - † 1973)
- Giovanni Battista Stella, arcivescovo cattolico italiano (Modugno, n. 1660 - Taranto, † 1725)
- Luca Stella, arcivescovo cattolico italiano (Venezia - Padova, † 1641)

## Attori(3)
- Tony Kendall, attore italiano (Roma, n. 1936 - Roma, † 2009)
- Francesco Stella, attore italiano (Erice, n. 1974)
- Paolo Stella, attore e scrittore italiano (Milano, n. 1978)

## Attori teatrali(1)
- Federico Stella, attore teatrale, drammaturgo e impresario teatrale italiano (Napoli, n. 1842 - Napoli, † 1927)

## Attrici(2)
- Martina Stella, attrice italiana (Firenze, n. 1984)
- Stefania Stella, attrice e cantante italiana

## Calciatori(1)
- Benedetto Stella, calciatore e allenatore di calcio italiano (Darfo Boario Terme, n. 1913 - Rio de Janeiro, † 1993)

## Cantanti(2)
- Lennon Stella, cantante canadese (Oshawa, n. 1999)
- Valentina Stella, cantante italiana (Napoli, n. 1964)

## Cardinali(1)
- Beniamino Stella, cardinale e arcivescovo cattolico italiano (Pieve di Soligo, n. 1941)

## Compositori(1)
- Scipione Stella, compositore italiano (Napoli, † 1622)

## Doppiatori(1)
- Aldo Stella, doppiatore e direttore del doppiaggio italiano (Torino, n. 1955)

## Filologhe(1)
- Luigia Achillea Stella, filologa italiana (Pavia, n. 1904 - Roma, † 1998)

## Fisiologi(1)
- Giulio Stella, fisiologo italiano (Venezia, n. 1899 - Padova, † 1978)

## Fondisti(2)
- Aldo Stella, ex fondista e scialpinista italiano (Asiago, n. 1943)
- Gianfranco Stella, ex fondista e scialpinista italiano (Asiago, n. 1938)

## Francescani(1)
- Domenico Stella, francescano e compositore italiano (Carpineto Romano, n. 1881 - Assisi, † 1956)

## Giornalisti(2)
- Furio Stella, giornalista e scrittore italiano (Trieste, n. 1957 - Monselice, † 2014)
- Gian Antonio Stella, giornalista e scrittore italiano (Asolo, n. 1953)

## Giuristi(2)
- Fabrizio Stella, giurista e avvocato italiano (Umbertide, n. 1565 - Umbertide, † 1644)
- Federico Stella, giurista e avvocato italiano (Sernaglia della Battaglia, n. 1935 - Milano, † 2006)

## Ingegneri(2)
- Andrea Stella, ingegnere italiano (Orvieto, n. 1971)
- Augusto Stella, ingegnere e geologo italiano (Chiari, n. 1863 - Roma, † 1944)

## Medici(1)
- Roberto Stella, medico italiano (Busto Arsizio, n. 1952 - Como, † 2020)

## Missionari(1)
- Giovanni Giacinto Stella, missionario italiano (Carcare, n. 1822 - Sciotel, † 1869)

## Musicisti(1)
- Ermete Stella, musicista italiano (Spoleto, n. 1855 - Acquasparta, † 1937)

## Nobili(1)
- Rocco Stella, nobile e militare italiano (Modugno, n. 1662 - Vienna, † 1720)

## Organisti(1)
- Simone Stella, organista, clavicembalista e compositore italiano (Firenze, n. 1981)

## Pittori(5)
- Fermo Stella, pittore italiano (Caravaggio)
- Francesco Stella, pittore, scenografo e decoratore italiano (Roma, n. 1862 - Buenos Aires, † 1940)
- Frank Stella, pittore e scultore statunitense (Malden, n. 1936 - New York, † 2024)
- Jacques Stella, pittore francese (Lione, n. 1596 - Parigi, † 1657)
- Joseph Stella, pittore italiano (Muro Lucano, n. 1877 - New York, † 1946)

## Poeti(1)
- Giulio Cesare Stella, poeta e umanista italiano (Roma, n. 1564 - Roma, † 1624)

## Politici(3)
- Albino Ottavio Stella, politico italiano (Monforte d'Alba, n. 1884 - Torino, † 1960)
- Carlo Stella, politico italiano (Torino, n. 1910 - † 2000)
- Francesco Stella, politico italiano (Matera, n. 1955 - Matera, † 2019)

## Presbiteri(1)
- Costantino Stella, presbitero italiano (Resuttano, n. 1873 - Resuttano, † 1919)

## Produttori cinematografici(1)
- Luciano Stella, produttore cinematografico e sceneggiatore italiano (n. 1954)

## Psicologi(1)
- Giacomo Stella, psicologo italiano (Vicenza, n. 1949)

## Pugili(1)
- Ignazio Stella, pugile italiano (Fiume, n. 1907 - Milano, † 1977)

## Scacchisti(1)
- Andrea Stella, scacchista italiano (Cremona, n. 1993)

## Soprani(2)
- Antonietta Stella, soprano italiano (Perugia, n. 1929 - Roma, † 2022)
- Santa Stella, soprano italiano (n. 1686 - † 1759)

## Storici(2)
- Aldo Stella, storico italiano (Marostica, n. 1923 - Padova, † 2007)
- Giorgio Stella, storico italiano (Genova - Genova, † 1420)

## Tipografi(1)
- Antonio Fortunato Stella, tipografo e editore italiano (Venezia, n. 1757 - Milano, † 1833)

## Velisti(1)
- Andrea Stella, velista italiano (Sandrigo, n. 1976)

## Vescovi cattolici(2)
- Giuseppe Stella, vescovo cattolico italiano (Grumolo Pedemonte, n. 1898 - Lerici, † 1989)
- Teofano Ubaldo Stella, vescovo cattolico e missionario italiano (Cassano d'Adda, n. 1910 - Milano, † 1978)

## Senza attività specificata(1)
- Angelo Stella, italianista e filologo italiano (Travedona Monate, n. 1938 - Pavia, † 2023)